# Soehrensia angelesiae
Soehrensia angelesiae ist eine Pflanzenart aus der Gattung Soehrensia in der Familie der Kakteengewächse (Cactaceae). Das Artepitheton angelesiae ehrt Angeles G. Lopez de Kiesling, die mit dem argentinischen Botaniker Roberto Kiesling verheiratet war.

## Beschreibung
Soehrensia angelesiae wächst strauchig, verzweigt zahlreich von der Basis aus und bildet niedrige Dickichte von bis zu 1 Meter Höhe. Die aufsteigenden, zylindrischen, hellgrünen Triebe sind opak und erreichen Durchmesser von 6 bis 6,5 Zentimeter. Es sind etwa zwölf scharfkantige, niedrige, stumpfe Rippen vorhanden, die gekerbt sind. Die darauf befindlichen ovalen Areolen sind spärlich bewollt. Aus ihnen entspringen steife, pfriemliche und an ihrer Basis erweiterte Dornen. Der einzelne Mitteldorn ist bis zu 2 Zentimeter lang. Die zwölf Randdornen sind seitlich paarig angeordnet. Der unterste Randdorn ist länger als die übrigen. Die Randdornen sind bis zu 1,5 Zentimeter lang.
Die glockig-röhrenförmigen weißen Blüten erscheinen in der Nähe der Triebspitzen. Sie werden bis zu 20 Zentimeter lang und weisen Durchmesser von 14 Zentimeter auf.

## Verbreitung, Systematik und Gefährdung
Soehrensia angelesiae ist im argentinischen Departamento Guachipas in Höhenlagen von 1400 Metern verbreitet.
Die Erstbeschreibung als Trichocereus angelesiae durch Roberto Kiesling wurde 1931 veröffentlicht. Boris O. Schlumpberger stellte die Art 2012 in die Gattung Soehrensia. Ein nomenklatorisches Synonym ist Echinopsis angelesiae (R.Kiesling) G.D.Rowley (1980).
Soehrensia angelesiae ist mit Soehrensia strigosa verwandt.
In der Roten Liste gefährdeter Arten der IUCN wird die Art als „Endangered (EN)“, d. h. als stark gefährdet geführt.

## Nachweise